# Bộ Khí (气)
Bộ Khí, bộ thứ 84 có nghĩa là "hơi nước" hoặc “hơi thở” là 1 trong 34 bộ có 4 nét trong số 214 bộ thủ Khang Hy.
Trong Từ điển Khang Hy có 17 chữ (trong số hơn 40.000) được tìm thấy chứa bộ này.

## Tự hình Bộ Khí (气)

Giáp cốt văn
Kim văn
Đại triện
Tiểu triện

## Chữ sử dụng Bộ Khí (气)
| Số nét bổ sung | Chữ                  |
| -------------- | -------------------- |
| 0              | 气                   |
| 1              | 氕                   |
| 2              | 氖 気 氘             |
| 3              | 氙 氚 汽             |
| 4              | 氛 氜 氝             |
| 5              | 氞 氟 氠 氡 氢       |
| 6              | 氣 氤 氥 氦 氧 氨 氩 |
| 7              | 氪 氫                |
| 8              | 氬 氭 氮 氯 氰       |
| 9              | 氱                   |
| 10             | 氲 氳                |